# 摺紙

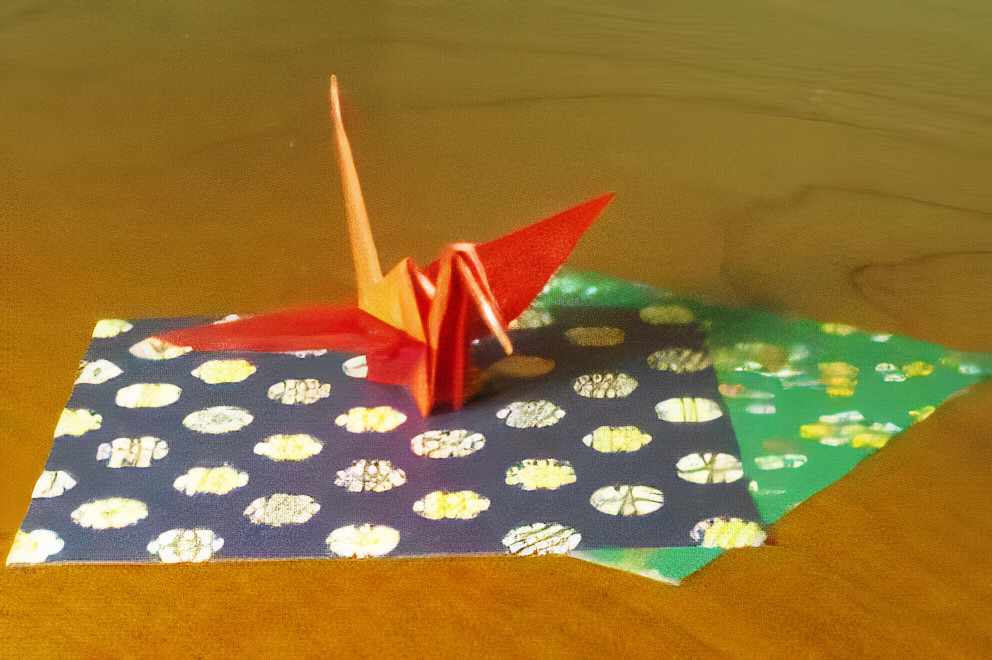
紙鶴

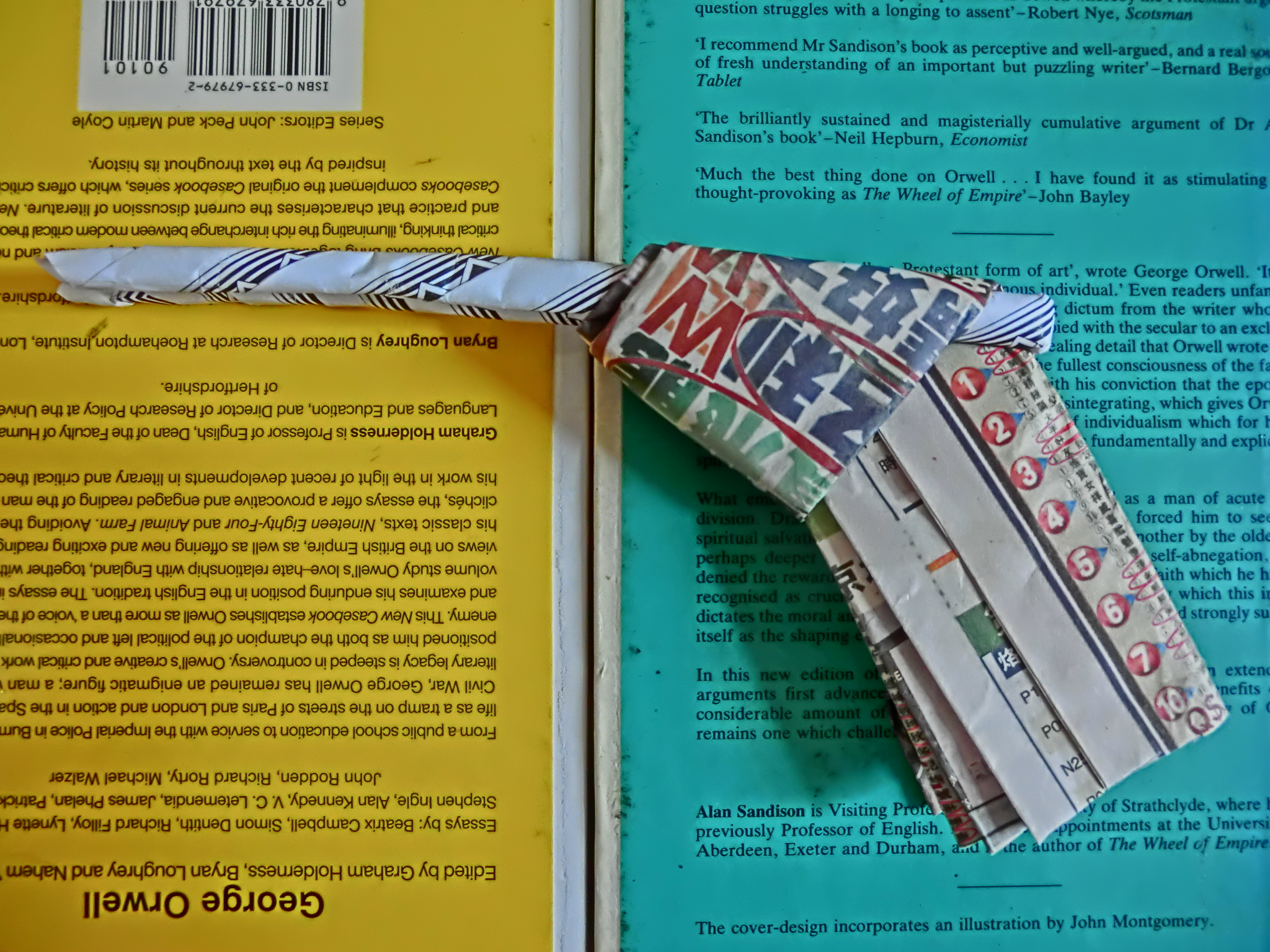
摺紙手槍

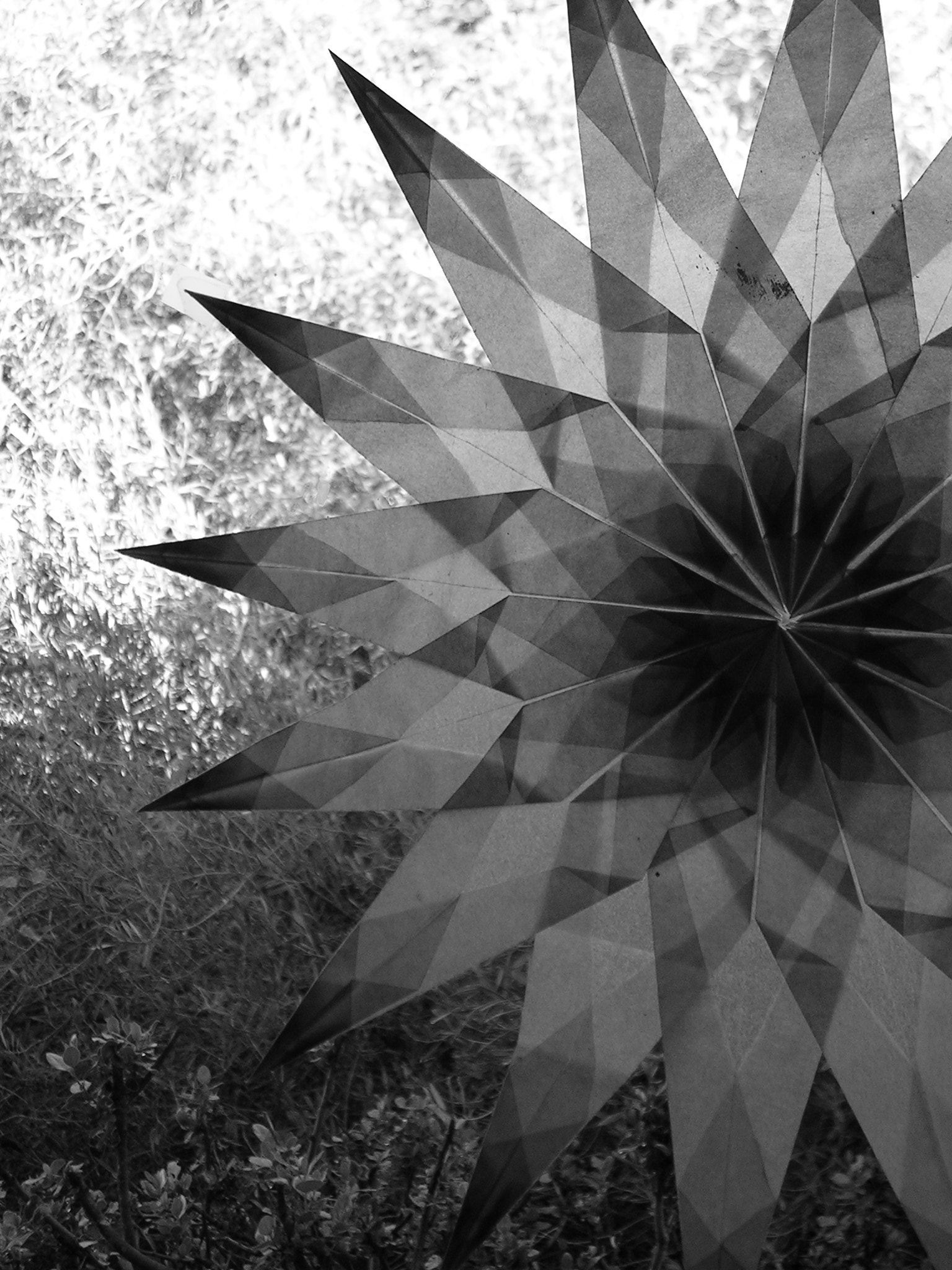
窗子上的紙星星，組合式摺紙的例子

摺紙是摺或疊紙張的藝術，把紙張摺出各種特定的形狀和花樣，可能是一張紙的作品，也可能是二張以上紙張的作品。
摺紙只需要透過摺疊的技巧就可以創造出複雜精細的設計。摺紙作品，一般而言是由正方形的紙張摺成，有些摺疊者也會使用非正方形的紙張，如長方形、圓形、三角形以至其他形狀的紙張，都能夠用來製作摺紙作品。
嚴格意義上講，摺紙時，必須使用一張完整的正方形紙，並且在製作的過程中，不能有任何的切割、剪裁、撕開或用黏膠黏貼。

## 定義
在華文語境下，「摺紙」一詞的使用範圍，包含了世界各個地方的文明存在的摺紙藝術，可能指日本摺紙，也可能指中國摺紙。但由於日本摺紙風靡全球，對世界摺紙藝術的影響頗深。一般情況下，「摺紙」一詞常用來表示日本摺紙，這一點與英語單詞的釋義是相通的。
有關摺紙的分類方法有很多，以不同的國家或地區來劃分，有中國摺紙、日本摺紙、歐洲摺紙等；以1960年代的時間線為基準來劃分，有傳統摺紙和現代摺紙。

## 歷史
有觀點認為摺紙源自中國。但也有觀點認為摺紙源自日本和西班牙。當然，還有觀點認為摺紙是世界各個地方的文明獨立發展起來的。摺紙在中國民間，常用金銀紙摺成蓮座狀作為祭祀用。現在也有用四色牌等素材作成各種立體作品。摺紙在歐洲，有認為是餐巾摺疊的延續，也有認為其始於歐洲十六世紀的洗禮證書。在墨西哥和中美洲地區，也存在著傳統的紙工藝，其中就有運用到了摺疊的技法。摺紙在日本，始於平安時代的說法佔據主流，但也有存疑的，認為其始於日本十四世紀的禮儀包裝。目前，有關摺紙最早的文獻記載是日本江戶時代井原西鶴於《一晝夜獨吟四千句》裡的俳句
。後來經日本摺紙創作家吉澤章加以改良，使之創新。吉澤章開創了許多現代摺紙技術，其中就包括濕摺法，並與美國人山姆·蘭德列特發明了吉澤章-蘭德列特圖解摺紙記號系統。
摺紙美國(OrigamiUSA)的會長兼首席執行官溫迪·蔡克納(Wendy Zeichner)，接受了紐約時報的採訪，並發表了自己對摺紙歷史的看法。他認為摺紙的歷史和紙張本身同樣古老。並且，紙片形式的紙張是公元105年左右在中國發明的。要想摺出鶴和青蛙等作品，可以歸結為兩個基本技術：凹摺和凸摺，它們是不同的對摺方法。掌握了這兩個技術，你就可以隨心所欲地創作。
自1960年代起，世界範圍內誕生了許多不同種類的摺紙技巧和相關研究活動。為和各個文明曾經出現過的傳統摺紙相區別，故稱其為「現代摺紙」。現代摺紙發源於日本，以組合式摺紙和傳統作品為基礎，衍生出了各式各樣的摺紙類型和設計方式。

## 紙張與其他材料

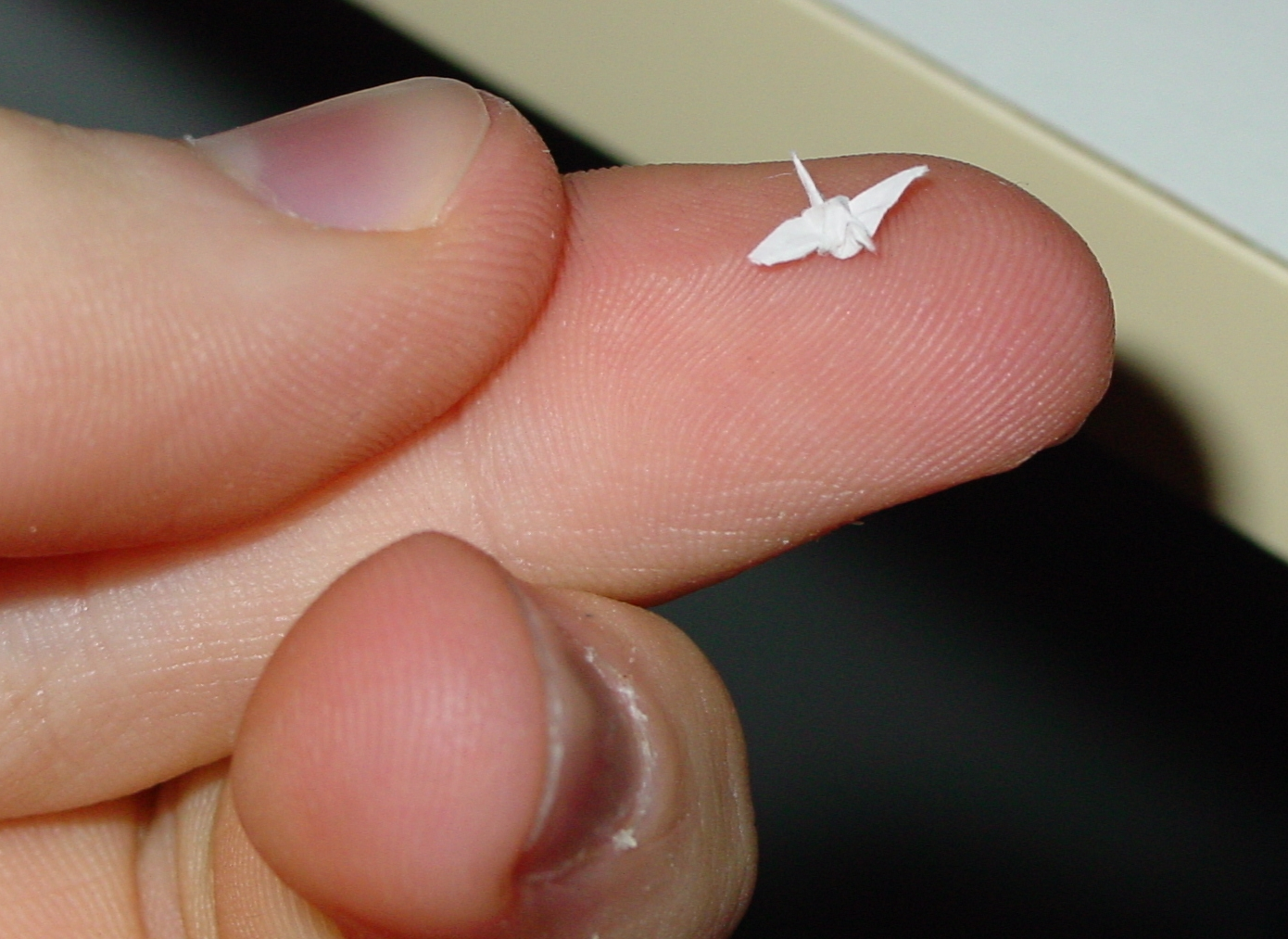
一些人會嘗試摺微型摺紙模型

雖然幾乎所有薄片狀材料都可以摺疊，但材料的選用會直接影響摺疊的效果，以至模型的最終外型。
標準影印紙（70–90 g/m²）適用於簡單的摺疊，例如鶴和水彈。較重的紙（100 g/m²或以上）適用於濕摺。濕摺法可替模型塑造較立體並能夠持久的造形，因為濕水部分乾後會變得堅硬。
特別的摺紙用紙（英語稱作「kami」，即日語）通常以預先包製的方形紙的形式售賣，各種尺寸由2.5至25厘米或更大不等。常見的摺紙用紙是一面有色，一面白色的；不過，雙面顏色或有圖案的色紙亦見於市面，這些最適合雙色作品。至於較輕或較薄的摺紙用紙，則可適用更廣的作品範圍。
有襯鋁箔紙，顧名思義，是一張與薄紙張膠合的金屬薄片。
某些摺紙愛好者也會自製所謂「合成紙」，也就是將鋁箔與薄棉紙膠合起來使用。

## 摺紙形式與技法

折纸作品《劍士》的展開圖，只用了16x16方格便能摺出頭、手、腳、劍和盾。

於近幾年，摺紙基本技巧的運用除了傳統的「傘形摺法」以外，「蛇腹‧段摺法」也被普遍運用。「蛇腹‧段摺法」最成功的表現者應屬日本之北條高史，其創作之摺紙作品原創性極高，可惜後來其作品複雜度雖高，但創意顯然不如北條氏，且形式逐漸僵化。
利用經緯排列的正方形格眼（格數多為2和3的倍數）及45度的轉摺，使許多摺紙模型（造型）的實現可能性大幅度提高。
摺紙的學習與研究涵蓋數學的不同範疇。譬如，平面可摺性的問題（一件起縐的形態能否摺成二維模型）是重要的數學研究主題。
值得注意的是，紙張面上的所有點展現零高斯曲率，而僅僅沿零曲率的線條自然地摺疊。但是，沿曲率不起摺痕的紙張面，可透過濕紙張或手指實現，並不展現這限制。
硬式摺紙的問題（「若用薄金屬板取代紙張，而摺線中有節點，我們能否仍舊摺出模型？」）有重大的實用價值。舉例，三浦公亮提出的硬式摺疊──三浦摺疊（ミウラ折り）已應用於為太空人造衛星部署大型太陽電池板的陣列。

## 摺紙書籍的作者
- 吉澤章 - 現代摺紙的創始者之一，致力於製作現代摺紙圖解的作品
- 神谷哲史 - 世界級的日本摺紙大師之一
- Robert J. Lang（英语：Robert J. Lang） - 摺紙書作家，著作之一為《摺紙設計祕密》（Origami Design Secrets）
- Peter Engel - 影響深遠的摺紙藝術家、理論家
- 布施知子（英语：Tomoko Fuse） - 以立體盒子和組合式幾何摺紙著名
- Robert Harbin（英语：Robert Harbin） - 英國的大眾化摺紙作家

## 外部連結
- The math and magic of origami
- 纸飞机 （页面存档备份，存于）